# دایانا مالدور
دایانا مالدور (انگلیسی: Diana Muldaur؛ زادهٔ ۱۹ اوت ۱۹۳۸) یک هنرپیشه اهل ایالات متحده آمریکا است. وی از سال ۱۹۶۵ میلادی تاکنون مشغول فعالیت بوده‌است.
از فیلم‌ها یا برنامه‌های تلویزیونی که وی در آن نقش داشته است می‌توان به پیشتازان فضا: نسل بعدی و شماره یک اشاره کرد.